# Neotypus angolensis
Neotypus angolensis là một loài tò vò trong họ Ichneumonidae.